# 서부 전선 이상 없다
《서부 전선 이상 없다》(西部戰線異狀─, All Quiet on the Western Front, 독일어: Im Westen nichts Neues )는 제1차 세계 대전에 참전한 적이 있었던 독일인 작가 에리히 마리아 레마르크가 쓴 책이다. 전쟁터에 사실상 끌려온 주인공이 전사한 날의 독일군 상황 보고가 '서부 전선 이상 없다'였다는 설정을 통해 전쟁의 비인간성을 고발한다. 1929년 책이 나오자 독일 내에서 백만 권이 팔렸으며, 해외에서도 수백만 권이 팔렸다.
이 장편 전기소설은 지원병으로 종군하여 얻은 전쟁체험의 소설화로서 전쟁의 참상·무의미와 전쟁과 생의 문제를 다정다감하고 젊고 미숙한 청년의 심리를 통하여 리얼하게 또 서정적 정감을 실어 묘사하고 있다. 전후 10년을 지나 바야흐로 평화에 대한 희원(希願)과 반전사상이 대두되고 있던 당시에 많은 사람들의 공감을 얻어 발표되기가 바쁘게 일대 센세이션을 일으켰고, 각국어로 번역되고 영화화되어 6백만 부 이상이 팔렸다.

## 주요 등장 인물
- 파울 보이머 : 주인공이다. 전쟁터의 일상과 전투, 상황, 후방(휴가) 풍경 등을 차분하게 서술한다.
- 슈타니슬라우스 카친스키 : 주인공이 속한 중대의 고참 병사. 탁월한 생존 능력과 판단력을 발휘한다.
- 알베르트 크로프, 프란츠 캠머리히, 프리드리히 뮐러 5세, 요제프 벰, 페터 레어 등 : 주인공이 입대 전에 다녔던 학교의 친구이자 전우들
- 타덴, 하이에 베스트후스, 데터링 등 : 주인공이 속한 중대의 병사들.
- 힘멜슈토스 : 주인공을 배출했던 훈련소의 교관.

## 줄거리
소설은 1차 세계대전, 서부 전선에서 총을 들었던 한 젊은 병사, 파울 바우머의 삶을 따라간다. 전쟁 이전, 파울은 독일의 조용한 마을에 살았다. 어머니와 아버지, 누이와 함께였다. 학교에 다녔고, 교실엔 칸토렉이라는 선생이 있었다. 그는 조국을 외쳤고, 소년들은 그의 말에 전율했다. 파울과 그의 친구들은 한 줄로 서서 입대했다. 열여덟이었다.
훈련소에서는 히멜슈토스라는 인물을 만났다. 군복은 사람을 가르고 모은다. 어부, 농민, 노동자들이 한 자루 총 아래 모여들었고, 그들은 금세 형제가 되었다. 전선에서는 스타니슬라우스 카친스키를 만났고, 사람들은 그를 ‘캣’이라 불렀다. 그는 파울에게 전쟁의 언어를 가르쳤다. 냄새와 피, 굶주림과 두려움이 그 언어의 어휘였다.
“우리는 더 이상 젊지 않다. 우리는 살아 있되, 무너졌다. 우리는 세상을 알아가던 그 나이에, 세상을 부숴야 했다.”
참호는 땅 밑의 감옥이었다. 흙과 피, 진흙 속에서 그들은 버텼다. 얻는 건 몇 미터, 잃는 건 사람들. 레마르크는 병사들을 죽은 자처럼 그렸다. 그들은 눈을 떴지만, 아무것도 보지 못했다.
파울은 휴가를 받아 고향으로 돌아왔다. 집은 그 자리에 있었고, 사람들은 변하지 않았다. 그러나 파울은 돌아갈 수 없는 자가 되어 있었다. 그는 책을 다시 펼쳤으나, 문장이 마음을 두드리지 않았다. 그는 “이곳은 낯설다”고 말했다. 마을 사람들은 전략을 말하고, 영웅을 말했다. 하지만 파울은 그저 살아남는 법을 알 뿐이었다. 유일하게 이어진 사람은 어머니였다. 죽음 앞에 조용히 앉은 어머니.
“나는 돌아오지 말았어야 했다.”
다시 전선으로 갔다. 그는 프랑스 병사를 죽였다. 칼로, 눈앞에서, 오래도록. 시체 앞에서 그는 사과했고, 울었다. 그러나 죽은 자는 대답하지 않았다. 동료들은 그를 위로했다. 전쟁은 그런 것이라고.
가끔 보급창에 배치되었다. 사람들은 먹고 마셨다. 하지만 그 속에서도 동료들이 죽어나갔다. 결국 파울과 알베르는 부상을 입고 병원으로 보내졌다. 알베르는 다리를 잃었고, 파울은 돌아왔다. 다시 총을 들었다.
전쟁은 끝을 향해 가고 있었지만, 그 끝은 멀고 무거웠다. 독일군은 무너졌고, 미군과 영국군은 밀려왔다. 병사들은 자신들이 단지 시간을 버는 존재라는 걸 알았다. 캣이 죽자, 파울은 삶의 끈을 놓았다. 그는 더 이상 아무것도 바라지 않았다. 그들은 세상을 이해하지 못했고, 세상도 그들을 이해하지 않았다.
1918년 10월. 어느 고요한 날, 파울은 죽었다. 보고서는 “서부 전선은 조용하다”고 썼다. 그의 얼굴은, 끝을 받아들이는 얼굴이었다.

## 영화
- 1930년, 서부 전선 이상 없다 : 루이스 마일스톤 감독의 영화.
- 1979년, 서부 전선 이상 없다 : 미국 CBS에서 11월 14일 방영한 TV 극영화. 감독은 델버트 만.
- 2012년, 리메이크 영화
- 2022년, 서부 전선 이상 없다 : 넷플릭스 영화. 감독은 에드바르트 베르거.

## 같이 보기
- 성장소설